# Municipio de Burrows
El municipio de Burrows (en inglés: Burrows Township) es un municipio ubicado en el condado de Platte en el estado estadounidense de Nebraska. En el año 2010 tenía una población de 244 habitantes y una densidad poblacional de 2,62 personas por km².

## Geografía
El municipio de Burrows se encuentra ubicado en las coordenadas 41°37′4″N 97°31′58″O / 41.61778, -97.53278. Según la Oficina del Censo de los Estados Unidos, el municipio tiene una superficie total de 92.97 km², de la cual 92,91 km² corresponden a tierra firme y (0,06 %) 0,05 km² es agua.

## Demografía
Según el censo de 2010, había 244 personas residiendo en el municipio de Burrows. La densidad de población era de 2,62 hab./km². De los 244 habitantes, el municipio de Burrows estaba compuesto por el 95,9 % blancos, el 0,41 % eran afroamericanos, el 0,82 % eran asiáticos y el 2,87 % eran de una mezcla de razas. Del total de la población el 0 % eran hispanos o latinos de cualquier raza.